# 南部宗秀
南部 宗秀（なんぶ むねひで、生没年不詳）は、戦国時代の武将で甲斐南部氏10世の当主で南部定秀の子。通称・下野守。武田氏の家臣で甲斐国南部城主という。子は河西満秀。

## 概要
宗秀の家系は清和源氏の一流河内源氏の傍系甲斐源氏の流れを汲み、南部光行の後胤にあたる。鎌倉時代の武将・南部光行の12代目の後裔を称し、武田信虎・信玄に仕えていた。戦国時代における甲斐南部氏に関する記録として、『甲斐国志』では大永3年（1523年）3月13日に「南部某」が鳥坂峠を越え小山城を攻め、城主の穴山信永が花鳥山に布陣してこれに抗するが、二宮の常楽寺へ落ち延びて自害したとしている。その後大永3年（1523年）から天文17年（1548年）の間、小山城の城主となる。
『甲陽軍鑑』によれば、甘利備前（虎泰）、板垣駿河（信方）、小山田備中（虎満）、飯富兵部少輔（虎昌）の四人の衆に続く地位であったが、浮気にて常に無穿鑿なる事ばかり言い、遠慮も無く明け暮れ過言を申され、嘘をつくと評され、天文17年（1548年）ある日、家臣の石井藤三郎を成敗しようとするも取り逃がしてしまい、山本勘助の助けで石井を捕える。自身の失態を棚に上げて手傷を負った勘助を非難し、信玄の不興を買ったという。これを理由に南部下野守は甲斐国を追放され陸奥国会津まで流浪し、そこで餓死したという。彼の支配下に有った七十騎の足軽、旗本、その他が方々に分けられた。また、家臣に笠井と春日という人物がおり、後の春日左衛門、笠井備後はこの家臣の子供と記述されている。しかし湯浅常山の『常山紀談』や、松浦鎮信の『武功雑記』などにより、甲陽軍鑑の内容は「虚妄多き事」と評価されてきた。
宗秀の子の満秀は汚名を着せられた父に憚ったのか、改姓して河西満秀と名乗っている。その満秀は甲斐国巨摩郡鏡中条（南アルプス市鏡中条）を支配していたが、長篠の戦いで主君の勝頼を助けようと、討死したと伝わる。
また、戦国期の武田一門には「南部信登」という人物が確認されている。信登は「蓮華定院文書坤」に含まれる年未詳10月18日の断簡に「武田下野守信登」として記載され、武田姓を名乗る人物であったことが確認されており、この人物が宗秀に該当すると考えられている。武田下野守は公家・山科言継の日記である『言継卿記』に、元亀元年（1570年）3月24日に織田信長のもとに参礼したことが記してある。当時将軍足利義昭を推戴した織田信長は武田家とも友好的関係にあり、この「武田下野守」を宗秀（信登）とすれば上洛して将軍義昭に仕えていた可能性も考えられている。